# Hoy no me puedo levantar (musical)
Hoy no me puedo levantar 
és un musical basat en les cançons del grup musical espanyol Mecano. L'espectacle, que adopta el títol de la cançó del mateix nom continguda a Mecano, el primer LP del grup editat en 1982, tracta de ser un reflex de la moguda madrilenya, un moviment contracultural sorgit durant els primers anys dels anys 1980 on es proposava el desenvolupament d'una cultura alternativa en l'àmbit social i ideològic, i que es va caracteritzar per iniciar un profund canvi en la forma de vida establerta fins llavors, especialment entre els joves. L'obra es va estrenar per primera vegada el 7 d'abril de 2005 al Teatre Rialto de Madrid.
Un any després simultàniament es va posar en marxa la versió de Hoy no me puedo levantar a la Ciutat de Mèxic, en el Centre Cultural Telmex.

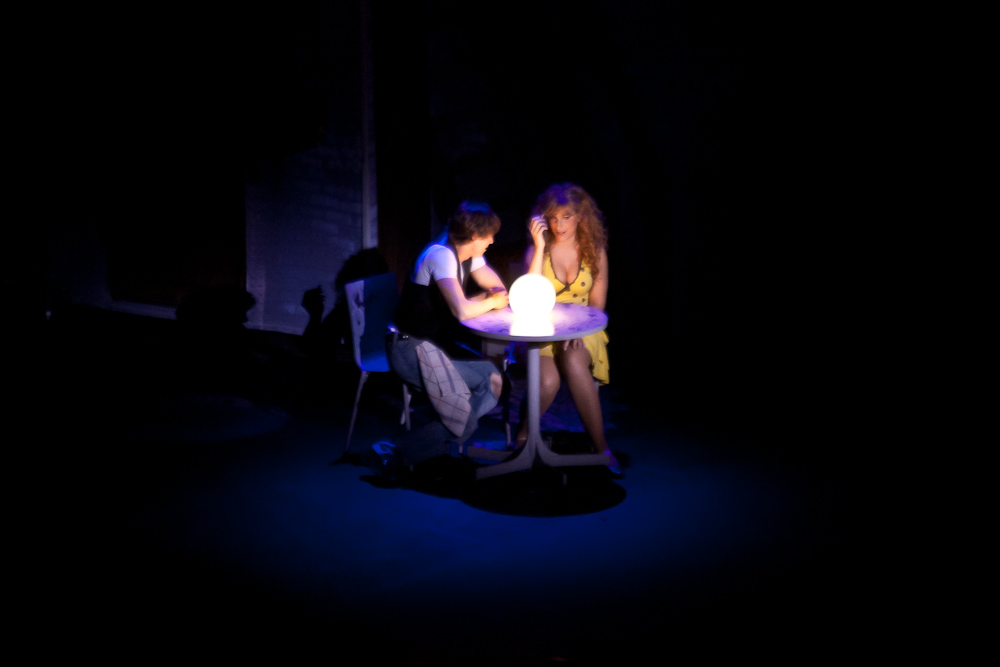
Actuació a Jerez de la Frontera

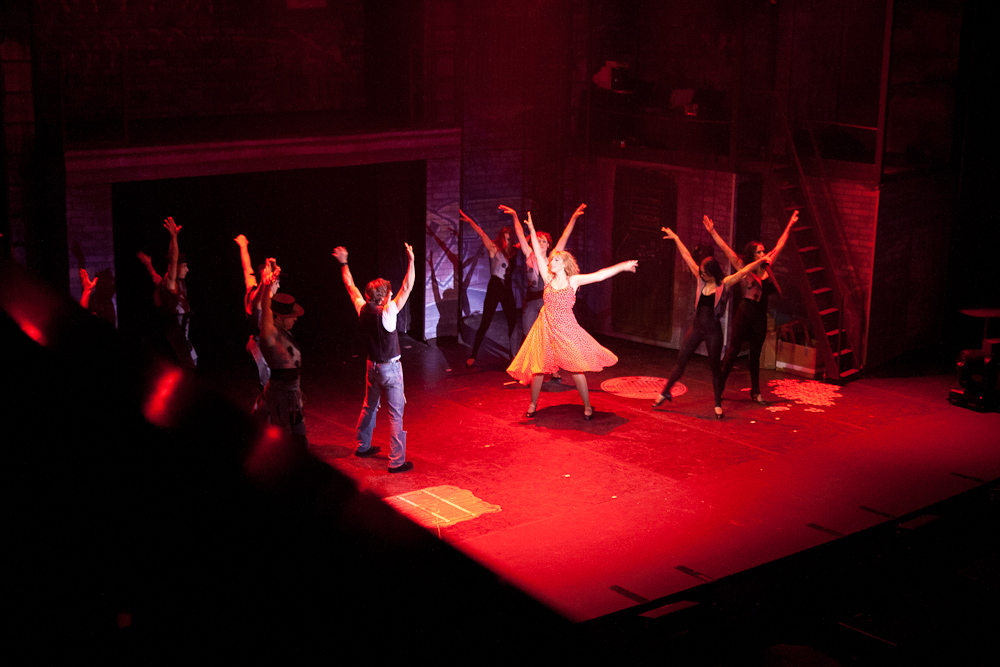
Actuació a Jerez de la Frontera

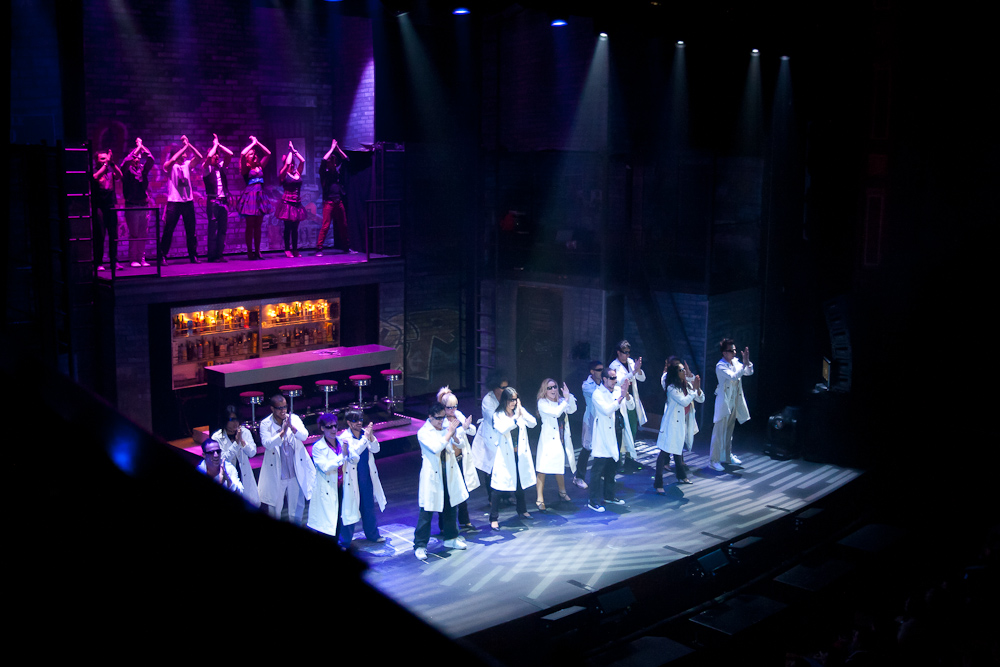

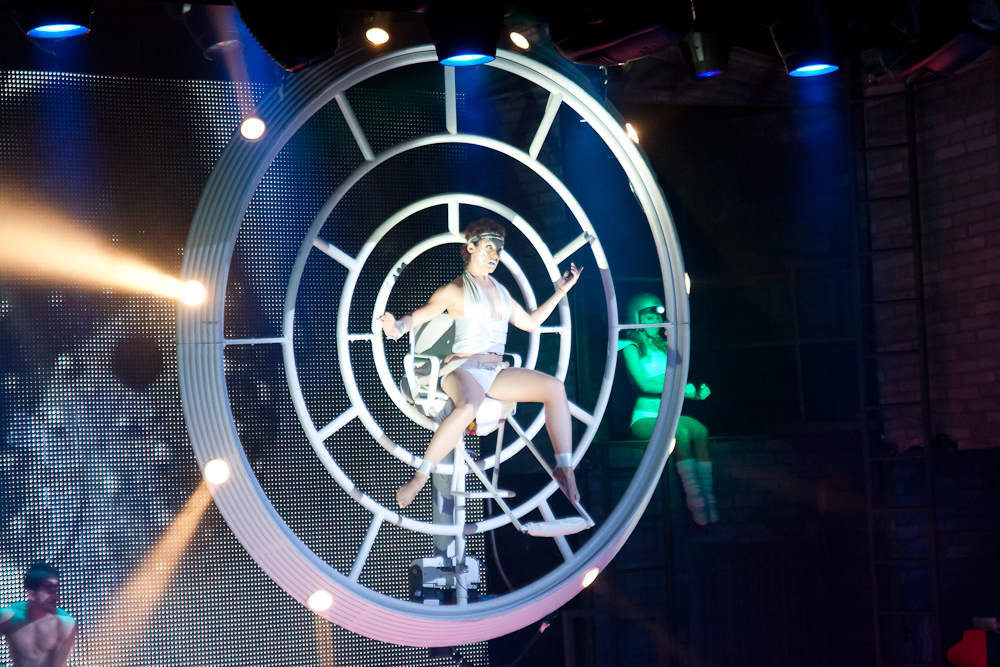

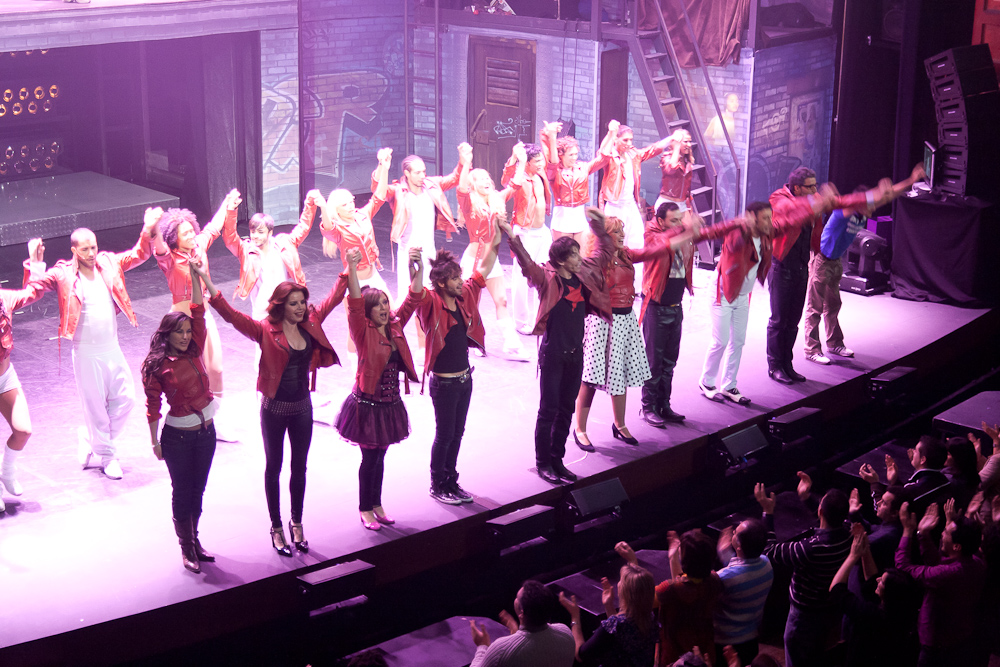

## Argument
La història es desenvolupa en els anys 1980 a Espanya.
Un noi de poble introdueix l'obra fent esment a una ciutat que va voler canviar, una data carregada de promeses i un noi carregat d'il·lusions. La ciutat era Madrid, la data: 1981 i el noi era el mateix que parla: Mario. Per a ell viure a la ciutat era viure on els somnis es compleixen i el seu amic Colate li acompanyarà en la seva aventura ("Obertura/Hoy no me puedo levantar").
En un poble, els dos amics decideixen anar a la ciutat per a formar un grup. Tots dos deixen enrere la seva vida al poble, i Colate també a la seva xicota, Anuca, que no s'atreveix a confessar-li que està embarassada d'ell. Mario promet a Colate que li regalaria una jaqueta de cuir vermella quan triomfessin en el món de la música ("Quiero vivir en la ciudad").
En arribar a Madrid no tenen diners i ningú els contracta com a duo, així que comencen a treballar en un local anomenat "El 33", on Mario coneix a una ballarina de flamenc anomenada María.
En el 33 coneixen a Pantxi, el bateria d'un grup heavy que s'uneix a ells, i a Guillermo, un guitarrista homosexual i amic de María. El grup decideix dir-se Lluna. Els quatre, decideixen presentar-se al concurs de grups musicals que se celebra en El 33 el 7 de setembre. Després d'una nit de diversió i consumició de drogues, somien viure en un apartament hawaià ("Hawaii-Bombay"). Colate queda enganxat a les drogues després d'aquesta nit. Un matí, arriba Anuca i en veure que Colate prefereix quedar-se a Madrid abans que tornar al poble amb ella, decideix deixar-lo amb el noi. Això impulsa a Colate a consumir cada vegada més i més ("Quédate en Madrid").
Mario segueix enamorat de María i en veure que la noia no li fa cap cas, decideix demanar-li ajuda a Anselmo, l'amo del 33 ("Una rosa es una rosa"). María i Patricia estan posant per a Guillermo, que les està immortalitzant en un llenç (ja que aquest sempre s'ha definit com a "cantant, guitarrista, model, actor i pintor) i María continua evitant el tema de Mario i nega estar enamorada d'ell. Guillermo està enamorat de Mario, però perquè les noies no s'assabentin de la seva homosexualitat, els conta que està enamorat d'una noia lesbiana ("Mujer contra mujer"). No obstant això, María en secret admet que està enamorada de Mario ("Lía" – cançó interpretada originalment per Ana Belén). Dies abans del concurs, Colate diu que li han robat els diners que el grup havia estat estalviant, perquè no descobreixin que li ho havia gastat en drogues; Anselmo accepta ser el manager de Luna, però amb la condició que li canviïn el nom al grup; Colate proposa el nom de Rulé i celebren i Pantxi i Guillermo després de discussions arreglen les seves diferències ("Me colé en una fiesta").
Es produeix l'intent de cop d'estat del 23-F i estan obligats a anar a l'exèrcit, però abans se celebra el concurs, el qual guanya el grup Rulé, i es fan famosos. El dia del concurs, María s'adona que Mario està veritablement enamorat d'ella i comencen a sortir ("Medley 1").
Després d'un any d'exèrcit, tornen i Colate cada vegada està més demacrat a causa de les drogues i comenta amb Pantxi el seu desig de tornar a ser nen; quan volia ser astronauta, mentre que Pantxi li comenta que ell volia ser pintor, igual que Dalí ("Eugenio Salvador Dalí/Laika"). El grup continua assajant les seves cançons, però concedeixen una entrevista a Mario i només parla d'ell mateix ("Aire"). El grup es decep, excepte Colate, que li defensa. Cada vegada més demacrat, Colate no pot resistir-se a la temptació de continuar drogant-se i cada vegada està pitjor ("Perdido en mi habitación"). María descobreix que Mario li és infidel amb Malena, la presentadora del concurs, i decideix deixar-lo. Però el líder de Rulé li compon una cançó, encara que de res serveix ("Cruz de navajas").
Mario està molt decebut amb Colate perquè es droga molt i tenen una discussió, després de la qual Colate li promet que deixarà de consumir, però no compleix la seva promesa ("Barco a Venus"). A Mario li pressionen perquè deixi el grup i triomfi com a solista, i encara que no ho veu molt clar, decideix fer-ho per a aconseguir més diners, la qual cosa decep en gran manera al grup, però Colate continua fent costat al seu amic, perquè pensa que és la seva gran oportunitat; el jove està encegat per l'amistat que li uneix al seu amic; Anselmo li adverteix que en menys d'un any, Mario no reconeixerà ni a ell mateix ("El uno, el dos, el tres").
Passen quatre anys i Pantxi es casa amb Patricia. Mario es torna molt famós després de gravar els seus discos i segueix amb Malena. El 7 de setembre va al 33 ("El 7 de septiembre"), on es troba amb María i es fiquen al llit; Mario està molt preocupat per Colate i María li canta una nana perquè dormi tranquil ("Hijo de la luna"). Després arriba la fi de l'any 1987 ("Un año más"). Colate crida a Anuca per a desitjar-li feliç any. Anuca ja havia tingut al nen de Colate, però mai li va dir que era seu. Colate va suposar que estaria casada i li entristeix, perquè encara la vol. Colate veurà al seu amic Mario per a veure com li van les coses. Però Mario, en veure que el seu amic continua drogant-se, discuteix amb Colate i es va. El que ell no sap és que Colate havia anat a dir-li que havia contret la SIDA i que volia acomiadar-se d'ell, deixant-li la jaqueta de cuir vermella que li havia regalat quatre anys enrere. En estar greument malalt, haver-se quedat sense diners, oportunitats i sense Mario, Colate decideix suïcidar-se penjant-se a la seva habitació ("El fallo positivo"). Pantxi descobreix el seu cos inert penjant de la corda. María crida a Mario per a comunicar-li la mala notícia ("Me cuesta tanto olvidarte").
Al cementiri, Mario es troba amb Anuca i la noia està molt decebuda amb ell, perquè quan es van anar del poble va prometre que cuidaria de Colate. També es troba amb Guillermo i Pantxi, que ja li han perdonat, i amb Anselmo i Patricia. Quan es van, Mario es queda només en el cementiri per a acomiadar-se de Colate, però aquest se li apareix i li diu que no perdi a María i que ell està bé, que no se sentia tan bé des de feia molt de temps ("No es serio este cementerio").
Quan va al cementiri, María escolta tot el que Mario diu d'ella i decideix perdonar-lo ("La fuerza del destino"). Mario acaba dient que els anys 80 van ser la dècada de la seva vida i que hi ha alguns que pensen que d'aquests anys no va quedar res i que, no obstant això, va quedar tot ("Vivimos siempre juntos") ("Medley 2").

## Ambientació
Amb el fil conductor de les cançons de Mecano, el musical és un reflex de l'eclosió musical que es va produir en Madrid en la primera meitat dels anys 1980, en els quals transcorre l'acció, coincidint amb el moviment que es va anomenar moguda madrilenya.
Les referències al moment i lloc són constants en tota la representació, i van des de les al·lusions a l'intent de cop d'Estat del 23-F al programa La edad de oro, de Paloma Chamorro a TVE. Des del reconeixement públic de la homosexualitat per primera vegada en Espanya fins a la proliferacíón de tribus urbanes (neuromàntics, heavy metal). També s'esmenten locals i bars mítics del moment com El Sol, El Pentagrama o La Vía Láctea. Sense oblidar un aspecte social de l'època com va ser l'increment en el consum de heroïna entre la població juvenil.

## Gires
El mes d'agost del 2008 la companyia espanyola va iniciar una gira per 30 ciutats espanyoles: 

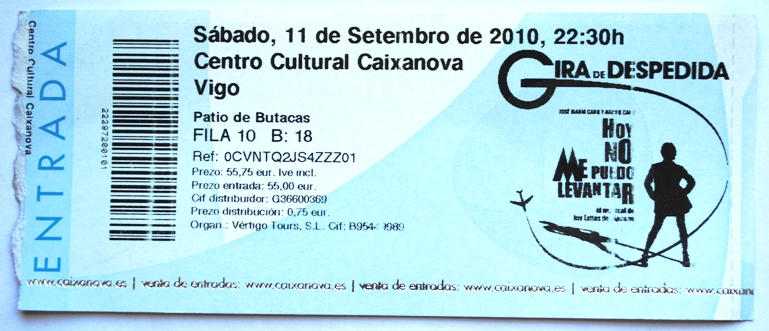
Entrada per l'espectacle.

- Bilbao 14 d'agost – 7 de setembre de 2008
- Salamanca 11 de setembre – 14 de setembre de 2008
- Pamplona 18 de setembre – 28 de setembre de 2008
- Logronyo 2 d'octubre – 5 d'octubre de 2008
- Múrcia 9 d'octubre – 12 d'octubre de 2008
- Roquetas de Mar 16 d'octubre – 19 d'octubre de 2008
- Granada 23 d'octubre – 26 d'octubre de 2008
- Guadalajara 30 d'octubre – 2 de novembre de 2008
- Santander novembre de 2008
- Valladolid novembre de 2008
- Alacant novembre de 2008
- Santa Cruz de Tenerife 21 de desembre de 2008 – 3 de gener de 2009
- Las Palmas 9 de gener de 2009 – 1 de febrer de 2009
- Jaén febrer de 2009
- Jerez de la Frontera febrer de 2009
- Saragossa febrer de 2009
- València març de 2009
- Altea abril de 2009
- Albacete abril de 2009
- Torrevella abril de 2009
- Sevilla abril de 2009
- Burgos maig de 2009
- Còrdova maig de 2009
- Màlaga juny de 2009
- Cadis juny de 2009
- Sant Sebastià juny de 2009
- Gijón juny – juliol de 2009
- La Corunya juliol de 2009
- Vitòria juliol de 2009
- Palma agost de 2009
- Barcelona setembre de 2009 – juliol de 2010 || setembre de 2010 – gener de 2011
- Conca agost de 2010
- València setembre de 2010
- Vigo setembre de 2010
- Palma setembre de 2010
- València-Sagunt juny-juliol de 2011

La versió mexicana va començar una gira internacional per diferents ciutats de Mèxic, els Estats Units i Centreamèrica, la qual va donar inici el 20 de setembre a l'Auditori Nacional de la ciutat de Mèxic.

## Repartiment a Espanya

### Repartiment original Madrid
Estrenaren l'obra (Rialto-abril 2005):
- Miquel Fernández…..Mario,
- Inma Cuesta…..María,
- Javier Godino…..Colate,
- Diego París…..Panchi,
- Andreu Castro…..Guillermo,
- Fanny Alcázar…..Ana,
- Javier Navares…..Anselmo,
- Natalia Vergara…..Patricia,
- Paloma Arimón…..Malena,
- Ángel Padilla…..viejo, churchi, luego Anselmo,
- Esmeralda Grao…."Cantant de Cabina, Cover Ana",
- Aaron Cobos…..Ballarí,
- Noemi Calumarte…..Ballarina,
- Stephanie Martínez…..Ballarina,
- Yolanda Torosio…..Ballarina,
- Noemi Cabrera…..Ballarina,
- Yuri Ramírez…..Ballarina,
- Olaia Cereixo…..Ballarina,
- Leonte Bordanea…..Ballarí,
- Eduardo Morlans…..Ballarí,
- Antonio Navarro…..Ballarí, Guillermo
- Antonio Martos…..Ballarí,
- Ernesto Pigueiras…..Ballarí,
- Alberto Escobar…..Ballarí,
- Rubén Nsue…..Ballarí,
- Alberto López…..Ballarí,

Després s'incorporaren durant la 1a temporada:
- Adrián Lastra…..Colate/Mario/Panchi
- Daniel Diges com "Mario"
- David Carrillo…..Guillermo,
- Gonzalo Alcaín…..Csp de cabina de vrus, Dalí, Freddy
- Ana del Rey…..Ballarina,
- Sara Grávalos…. "Cantant de Cabina, María, cover Ana",
- Mapi Molina…. "Cantant de Cabina, Patricia, Malena",
- Omar Díaz Anchundia…..Actor/Cantant/Ballarí/Espontani/Dali/7 de setembre
- Marina Ruiz…..Ballarina,
- Monica Delgado…..Ballarina,
- Jannete Mahr…..Ballarina,
- Pedro Carrasco…..Ballarí,
- Isaak Gracia…..Ballarí,
- Federico Barrios.... Ballarí,
- Ondina Maldonado…."Cantant de Cabina"
- Libertad Estévez Calero.... "Cantant de Cabina", cover Ana",
- Victor Calderón…..Ballarí,

### Repartiment Madrid i gira 08/09
- Fernanda Castillo…..María
- Alan Estrada…....Mario
- David Carrillo…..Guillermo/Panchi
- Adrián Lastra…..Colate/Mario/Panchi
- Carlos J. Benito.....Mario/Anselmo
- Diego Paris.....Panchi
- Roger Berruezo.....Mario
- Tania García…..María
- Marcos Rodríguez.....Colate/Guillermo
- Mariola Peña.....Patricia/María
- Ruth Calvo.....Ana/Patricia
- Paloma Arimón.....Malena
- Diego Falcón.....Anselmo
- Álex Forriols.....Panchi/Colate/Espontani/Dali/Cantant
- Nuria Sánchez.....Ana/Patricia/María
- Lula Fernández.....Ana/Ballarina
- Anita Del Rey.....Patricia/Ballarina
- María De Miguel.....Malena/Ballarina
- Federico Barrios.....Guillermo/Capità del Cos de Ball
- Keko.....Espontani/Ballarí/Cantant
- Juan Antonio Carrera…..Actor/Cantant/Ballarí/Espontani/Dali/7 de setembre
- Bastian Iglesias.....Espontani/Cantant/Ballarí
- Ela Ruiz (només Madrid)

### Repartiment (Estrena Madrid 2013)
- Daniel Diges com "Mario"
- Andrea Guasch com "María"
- Adrián Lastra com "Colate"
- Claudia Traisac com "Ana"
- Diego Paris com "Panchi"
- Angy Fernández com "Patricia"
- David Carrillo com "Guillermo"
- Alejandro Vega com "Anselmo"
- Tanía García com cover de "María y Ana"
- Xavi Navarro com cover de "Mario y Colate"
- Beatriz Ros com "Malena" i cover de "Patricia"
- Héctor Fernández com "cover de Colate, Panchi i Anselmo"
- Xavi Melero com cover de "Colate i Guillermo"
- Paloma García com cover de "Malena" i ballarina.
- Mar Canadell com cover de "Malena" i ballarina.
- Toni Espinosa com ballarí
- Félix Romero com cover de "Guillermo" i ballarí
- Viviana Camino com cover de "Malena" i ballarina
- Miguel Ángel Collado com ballarí
- Guillermo Flores com ballarí
- Rosa Daganzo com ballarina
- Manu García com ballarí
- Lorena de Orte com cover de "Malena" i ballarina
- Álex González-Chávarri com ballarí
- Carla Díaz com ballarina
- Josh Huerta com ballarí
- Mónika Gómez com ballarina
- Cisco Lara com ballarí
- Belinda Henríquez com ballarina
- Ángel Montes com ballarí
- Julia Pérez com ballarina
- Ernesto Santos com ballarí
- Laura Salvador com ballarí
- Dani Tatay com cover de "Anselmo" i ballarí
- Miryam Vega com ballarina

### Repartiment estrena Barcelona
- Xavi Navarro "Mario"
- Tania García "María/Ana"
- Xavi Melero "Colate"
- Carlos Benito "Mario/Anselmo"
- Paula Berenguer "Ana"
- Javier Ruiz "Panchi"
- Cristina Rueda "Patricia"
- David Carrillo "Guillermo/Panchi"
- Marcos Rodríguez "Guillermo/Colate/Anselmo"
- Javier Enguix "Guillermo/Anselmo/Panchi"
- Ona Pla "María/Patricia/Ana"
- Álex Esteve "Anselmo"
- Cristina Murillo"Malena/Ana/Patricia"
- Manoli Nieto "Patricia/Malena"
- Federico Barrios “Guillermo” i Coreògraf Resident
- Carla Diego Luque "ballarina"
- Mar Canadell "ballarina"
- Marisa Pareja Sevillano "ballarina"
- Maribel del Pino "ballarina"
- Marta Blanchart Requena "ballarina"
- Sonia Ebiole Esomba "ballarina"
- Olga Moral "ballarina"
- Paola Guitart Velasco "ballarina"
- Raquel Esteban Roldán "ballarina"
- Úrsula Aguilera "ballarina"
- David Blanco Toyos "ballarí"
- Eduardo Cervera Martínez "ballarí"
- Gerard Mínguez Nogués "ballarí/cantant"
- Isaac Suárez"ballarí"
- Jesús Martín Márquez "ballarí"
- Jorge E. Alcover "ballarí"
- Lino Di Giorgio JR."ballarí"
- Lluis Burch González (Lucho) "ballarí"
- Marcos Zhang "ballarí"
- Sergio Blanco Toyos "ballarí"
- Aridane González (Acròbata)

Músics.
- Isaac Ordóñez….. Director musical a l'estrena 2005. Pianista
- Marcelo Fuentes....Coordinació de músics
- Daniel García....Director Musical
- Denise Bilanín....Teclats i Director de Banda
- Rubén Santos....Bateria i Percussió
- Francisco Javier Schoendorff....Baix
- Víctor Menargues.... Guitarra
- Iván Santaeularia....Piano
- Mar Canadell....Versió percussió
- Javier Abril.... Seqüències i loops

### Repartiment segona temporada Barcelona
- Xavi Navarro "Mario"
- Tania García "María/Ana"
- Daniel Figueroa "Colate/Guillermo"
- Javier Ruiz "Panchi"
- Diego París "Panchi"
- Paula Berenguer "Ana/María"
- Anselmo Vega "Anselmo"
- Cristina Rueda "Patricia"
- David Carrillo "Guillermo/Panchi"
- Marcos Rodríguez "Guillermo/Colate/Anselmo"
- Ona Pla "María/Patricia/Ana/Malena"
- Cristina Murillo "Malena/Ana"
- Verónica Cardá "ballarina"
- Maite Fernández "ballarina"
- Cristina Hausmann "ballarina"
- Elena Menéndez "ballarina"
- Sara Miquel "ballarina/Malena"
- Sonia Ebiole Esomba "ballarina"
- Anabel Pituelli "ballarina"
- Myriam Vega "ballarina"
- Gisela Vergés "ballarina"
- Víctor Ares "ballarí"
- Rubén Jiménez "ballarí"
- Gerard Mínguez Nogués "ballarí/Mario"
- Marc Montojo "ballarí"
- Jesús Martín Márquez "ballarí"
- Cristian Soto "ballarí"
- Javier Vachiano "ballarí"
- Javier Balance "ballarí"
- Aridane González (Acròbata)

## Repartiment Mèxic

### Repartiment original
- Mario.... Alan Estrada
- María.... Fernanda Castillo
- Colate.... Luis Gerardo Méndez
- Ana.... Mar Contreras
- Guillermo.... José Daniel Figueroa
- Chakas.... Rogelio Suárez
- Venancio....Gerardo González
- Patricia.... Valeria Vera
- Churchi.... Jacobo Toledo
- Malena.... Erika Tahís

### Participacions especials
- Juan Gabriel
- Christian Chávez
- Ha*Ash
- Ana Torroja

### Substitucions, versions i alternants
- Mario...Hugo Serrano/Mauricio Salas
- María... Mar Contreras, Janette Chao, Estibalitz Ruiz, Tzaitel Santini, Danna Paola, María León, Carmen Sarahi
- Colate... Mauricio Salas, Victor Olivares, Hugo Serrano, José Ángel Bichir, Mario Sepulveda, Enrique Madrid, Daniel Diges, jesus jimenez
- Guillermo....Roberto Hernandez/César Romero
- Chakas....David Bueno
- Panchi....Daniel Román
- Ana....Taleen Dersdepanian, Estibalitz Ruiz, Karina Cazares, Carmen Sarahí, Maria León
- Venancio....Óscar Ibarra, Arturo Echeverria / Manuela.... Erika Thais
- Patricia.... Erika Thais, Ana Pamela, Regina blandon
- Churchi...David Bueno/Hugo Serrano
- Malena.... Gabriela Aldaz, Tatiana Peralta, Karina Cazares
- Luchita Lu Li... Luz Edith Rojas (HNMPL: El Concierto)

### Nou repartiment 2014
- Mario.... Alan Estrada
- María.... Melissa Barrera
- Colate.... Roger González
- Guillermo.... José Daniel Figueroa
- Chakas....Rogelio Suárez
- Ana.... María León
- Venancio.... Rubén Trujillo
- Patricia.... Regina Blandón
- Malena.... Mar Contreras

### Substitucions, versions i alternants
- Mario.... Vince Miranda / Juan Solo
- María.... María León / Marcela Guirado / Carmen Sarahí
- Colate.... Diego Amozurrutia / Pepe Navarrete
- Guillermo.... Alan Martin
- Ana.... Carmen Sarahí / Erika Hau / Jackie González
- Chakas... Alan Martin
- Patricia.... Erika Hau / Jackie González / Carla Medina / Regina Blandón
- Venancio.... José Antonio López Tercero
- Malena.... Regina Blandón / Erika Hau / Carmen Sarahí / Gaby Peralta / Paola Toyos

ado /

### Participacions especials
- Río Roma
- Fernanda Castillo
- Luis Gerardo Méndez
- Gerardo González
- Valeria Vera
- Jacobo Toledo
- Erika Tahís
- Janette Chao
- Christian Chávez
- Yahir
- Samo
- Sasha, Benny y Erik
- Belinda Peregrín
- Ana Torroja
- Yuridia

### Repartiment gira i retorn 2015
- Mario.... Vince Miranda/ Juan Solo/
- María.... Danna Paola/ Jackie González/ Carmen Sarahí
- Colate.... Roger González/ Diego Amozurrutia
- Ana.... Carmen Sarahí/ Jackie González
- Patricia.... Jackie González/ Carla Medina/ Regina Blandón
- Chakas.... Rogelio Suárez
- Guillermo.... José Daniel Figueroa/ Alan Martin
- Venancio.... Rubén Cerda/ José Antonio López Tercero
- Malena.... Paola Toyos

### Repartiment retorn 2017
- Mario.... Mariano Palacios, Moisés Araiza
- María.... Danna Paola, Dai Liparoti
- Colate.... Roger González, Mauricio Garza, Jesús Zavala, Pepe Navarrete
- Ana.... Nicole Vale, Cristina León, María Elisa Gallegos
- Patricia.... Carla Medina, Dai Liparoti, Cinthia Vazquez, María Elisa Gallegos
- Chakas.... Rogelio Suárez, Leonardo Bono, Rodrigo Resendiz
- Guillermo.... José Daniel Figueroa, Leonardo Bono
- Venancio.... Gerardo González
- Malena.... Cinthia Vazquez, Jenny García

## Cançons

### Versió original (2005)

#### Acte I
- Hoy no me puedo levantar – Colate, Compañía
- Quiero vivir en la ciudad – Mario, Colate
- No hay marcha en Nueva York – Guillermo, Pantxi (Chakas), Compañía
- Maquillaje – Guillermo, Las Pepas, Colate, Mario, Pantxi (Chakas)
- Por la cara – Mario, María, Colate, Guillermo, Pantxi (Chakas)
- Hawaii-Bombay – Guillermo, Panchi, Colate, Mario, María, Compañía
- Quédate en Madrid – Ana, Colate
- Una rosa es una rosa – Anselmo (Venancio)
- Mujer contra mujer – Patricia, María, Chakas
- Lía – María, Compañía
- Me colé en una fiesta – Guillermo, Compañía
- Medley 1 (J.C., El amargo del pomelo, Los amantes, Quédate en Madrid, Tú, Te busqué, Sube Sube, La fuerza del destino) – Compañía

#### Acto II
- "Eungenio" Salvador Dalí / Laika – Compañía
- Aire – Mario
- Perdido en mi habitación – Colate
- Cruz de navajas – Mario
- Barco a Venus – Mario, Colate
- El uno, el dos, el tres – Anselmo (Venancio)
- El 7 de septiembre – María, Anselmo (Venancio), Compañía
- Hijo de la Luna – María
- Un año más – María, Colate, Pantxi (Chakas), Patricia, Guillermo, Compañía
- El fallo positivo – Ana
- Me cuesta tanto olvidarte – Mario
- No es serio este cementerio – Colate
- La fuerza del destino – Mario, María
- Vivimos siempre juntos – Mario, Compañía
- Medley 2 (Naturaleza muerta, Dalai Lama, Cruz de Navajas, Maquillaje, No es serio este cementerio, Me colé en una fiesta, Vivimos siempre juntos, Hoy no me puedo levantar) – Compañía

### Reestrena (2013)

#### Acto I
- Obertura / Hoy no me puedo levantar – Colate, compañía
- Quiero vivir en la ciudad – Mario, Colate
- Maquillaje – Las Pepas, Guille, Mario, Colate, Pantxi (Chakas)
- Hawaii-Bombay – Patricia, María, Mario, Colate, Guillermo, Pantxi (Chakas), compañía
- Quédate en Madrid – Ana, Colate
- Una rosa es una rosa – Anselmo (Venancio), Mario
- Mujer contra mujer – Patricia, María, Guillermo
- Lía – María
- Me colé en una fiesta – Guillermo, companyia al complet
- Cruz de Navajas (Concurso) – Mario
- Medley 1 (El amargo del pomelo, Los amantes, Quédate en Madrid, No controles, Tú, Te busqué, Sube Sube, La fuerza del destino)

#### Acto II
- "Eungenio" Salvador Dalí/Laika – Pantxi (Chakas), Colate, Compañía
- Aire – Mario
- Perdido en mi habitación – Colate
- Tú – Mario, María
- Barco a Venus – Mario, Colate
- El uno, el dos, el tres- Anselmo (Venancio)
- El 7 de septiembre – María, Anselmo (Venancio), Mario
- Hijo de la Luna – María
- Un año más – María, Pantxi (Chakas), Patricia, Colate, Guillermo, Compañía
- El fallo positivo – Anuca, Colate, Compañía
- Me cuesta tanto olvidarte – Mario
- No es serio este cementerio – Colate
- La fuerza del destino – Mario, María
- Vivimos siempre juntos – Mario, Elenco y Compañía al completo
- Medley 2 (Naturaleza muerta, Dalai Lama, Cruz de Navajas, Maquillaje, No es serio este cementerio, Me colé en una fiesta, Vivimos siempre juntos, Hoy no me puedo levantar)

## Premis
- Premis Gran Vía de los Musicales
- Premis Max de les Arts Escèniques (2006).
  - Millor Espectacle de Teatre Musical. Finalista.
  - Millor Director Musical. Nacho Cano. Finalista.
- Unión de Actores (2005).

Millor actor protagonista de teatre. Javier Godino. Finalista.
- Premis Butaca a Millor Actor de Musical 2010 a Xavi Melero pel seu paper de Colate.